# Краснополье (Воронежская область)
Краснополье — село в Воробьёвском районе Воронежской области России. Входит в состав Никольского 1-го сельского поселения.

## География
Стоит на региональной автодороге 20Н-В57-0.

### Улицы
- ул. 50 лет Октября,
- ул. Комсомольская,
- ул. Кооперативная,
- ул. Красноугольная,
- ул. Ленинская,
- ул. Озерная,
- ул. Пионерская,
- ул. Пролетарская,
- ул. Советская,
- ул. Техническая.

## История
На территории нынешнего села Краснополье раньше была степь. Плодородные земли этой местности привлекали сюда крестьян. Около 1790 года здесь появились первые переселенцы из села Никольское. Название Краснополье произошла из-за большого количества тюльпанов, появлявшихся в степи по весне.
В 1872 году здесь была построена кирпичная церковь.
С приходом советской власти многие жители села ушли на фронт воевать за «красных». 20-30 годы прошли под знаком коллективизации и борьбы с кулачеством. В 1929 году здесь уже было 2 колхоза им. Ворошилова и им. Ленина. В 30-годах здесь были построены школа и сельский клуб, создана машинно-тракторная станция (изначально располагавшаяся в пустующем здании церкви).
Во время Великой Отечественной войны из села ушло воевать 405 человек, только 208 из них вернулись.
В послевоенное время инфраструктура села ещё больше развивалась: построили новую школу, медпункт, ветеринарный участок, Дом культуры, АТС.
В 2000 году село было газифицировано.
В 2004—2015 годах являлось административным центром Краснопольского сельского поселения.

## Население
| 1859 | 1897  | 2010 |
| ---- | ----- | ---- |
| 610  | ↗1623 | ↘640 |

## Известные жители и уроженцы
- Азаров, Василий Никонович (род. 1932) — Герой Социалистического Труда.

## Инфраструктура
Личное подсобное хозяйство с зоной сельскохозяйственного использования, индивидуальная застройка усадебного типа.
Основа экономики — сельское хозяйство.
Краснопольская ООШ, Краснопольский ФАП.

## Транспорт
Село доступна автотранспортом.